# Utställningsdesign
Utställningsdesign förekommer inom flera områden, bland annat på museer och i temaparker, men också i shoppingcenter, gallerior och i andra mer kommersiella sammanhang. Utställningsdesignen följer ett koncept som syftar till att ge den materiella utformningen av en utställning ett sammanhängande narrativ och budskap.
En utställningsdesigner använder ett flertal tekniker och metoder för att kommunicera ut en tolkning och skapa en upplevelse av föremålen som ställs ut till besökare. Det kan röra sig om hur interiören i utställningsrummet är utformad, hur föremålen placeras i förhållande till varandra, om samspelet mellan färger, ljus och former. I den meningen är själva designen en form av konstnärskap i sig. Det kan också handla om att tillföra interaktiva hjälpmedel och visuella effekter för att belysa särskilda perspektiv eller på olika sätt berika upplevelsen av en utställning. Kort sagt är utställningsdesign den praktiska process som möjliggör kommunikation mellan utställare, föremål och besökare.

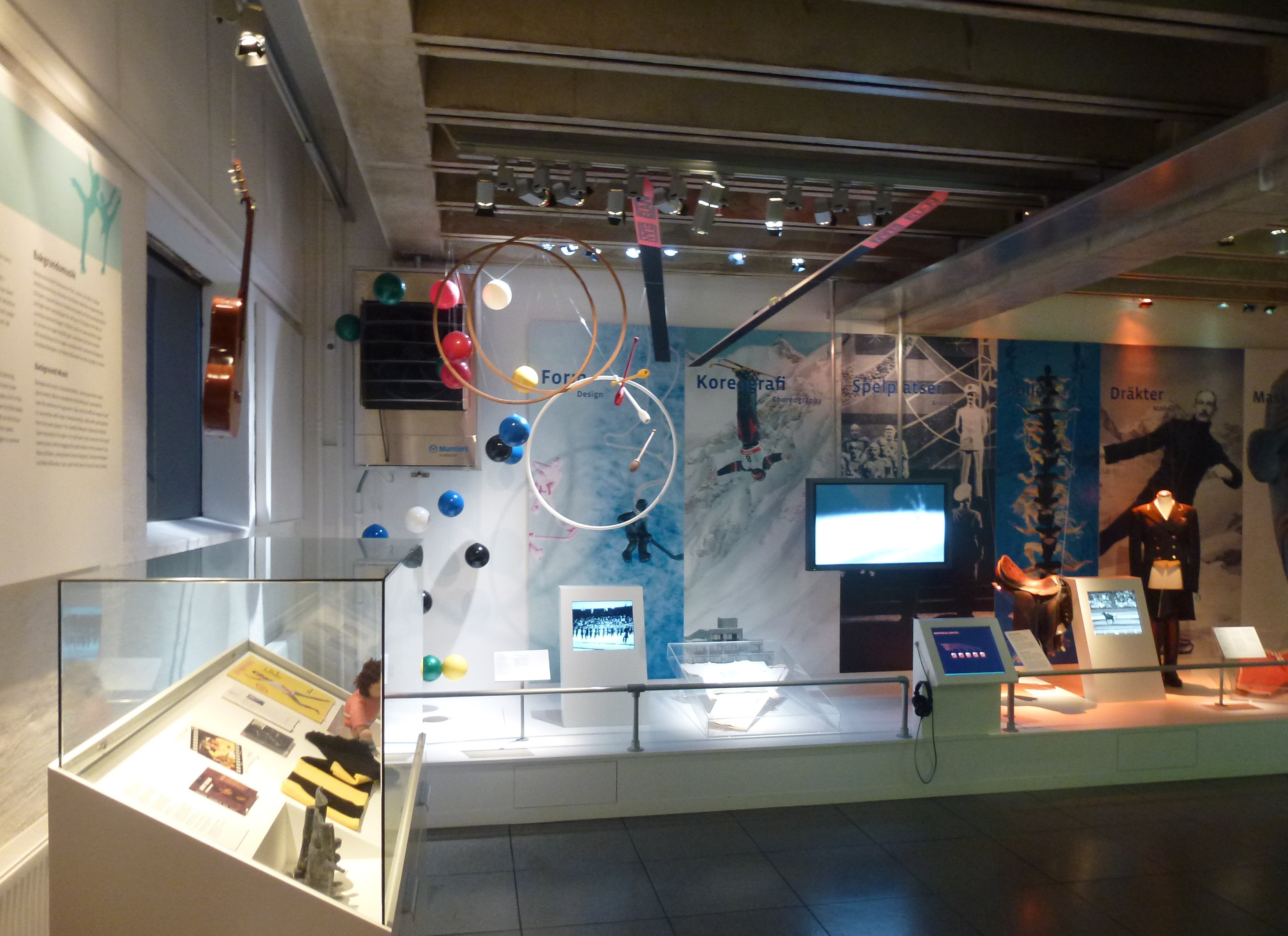
Riksidrottsmuseets utställning från 2013

## Bakgrund
Historiskt sett har inställningen till utställningsdesign inte alltid varit densamma. Tidigare ansågs föremålen och den symbolik de förmedlade räcka som gestaltning. Föremålets framskjutna betydelse åskådliggjordes i belysta glasmontrar, centralt placerade i ett avskalat, dunkelt utställningsrum. Utställningsdesignen har emellertid mer och mer börjat utgå från besökarens perspektiv. Mediet har också i allt högre grad inspirerats av och integrerats med andra medier knutna till nöjes- och upplevelseindustrin. Utställningsdesign handlar på moderna museer mer om att skapa ett utställningsspråk som möjliggör en nyanserad, subjektiv tolkning och upplevelse av utställningen. Detta kräver god kännedom om publiken och hur människor fungerar och reagerar i sammanhanget.

## Besökarna
Något som lyfts fram i forskningen i samband med detta är den semantiska funktion som utställningsmediet har. Den tanken utgår ifrån att allt vi ser på en utställning får en meningsbärande representation. Föremålen och det vi ser i utställningsrummet är tecken och symboler som instinktivt tolkas utifrån en kulturell och epistemologisk förståelsehorisont där också personliga minnen och erfarenheter får betydelse för tolkningen och för de känslor som föremålen ger upphov till. Detta antagande har betydelse för utställningens utformning eftersom tanken är att besökarna ska kunna relatera till föremålen.
Ett sätt att arbeta är att på ett tidigt stadium i utvecklingsprocessen av en utställning göra sig en föreställning om vem den typiske besökaren är. Detta för att kunna se utställningen utifrån besökarens perspektiv. Idealet, som det brukar lyftas fram i modern forskningslitteratur och guider som behandlar utställningsdesign, är att åstadkomma en utställning som dels är informativ och levererar relevant kunskap, dels också är estetiskt tilltalande och inkluderar besökaren i tolkningen och berättandet. Något som påtalas är den dialektiska relationen mellan besökare och formgivning, hur designen väcker föreställningar och tolkningar hos besökare som i en specifik omgivande kontext skapar subjektiva upplevelser.
I och med att besökaren sätts i centrum ställer det också krav på att öka tillgängligheten till utställningar. Eftersom besökare har olika förutsättningar anpassas designen efter särskilda behov genom praktiska lösningar och alternativa metoder för att ta del av gestaltningen.